# Laura Aarts
Pour les articles homonymes, voir Aarts.
Laura Aarts est une joueuse néerlandaise de water-polo née le 10 août 1996 à Beuningen. Elle a remporté avec l'équipe des Pays-Bas la médaille de bronze du tournoi féminin aux Jeux olympiques d'été de 2024, organisés à Paris.